# Реза Шах-Каземі
Реза Шах-Каземі (народився 1 червня 1960) є автором, який спеціалізується на порівняльному містицизмі, ісламознавстві, суфізмі та шиїзмі. Він є редактором-засновником «Ісламського Світового Звіту», а зараз працює науковим співробітником Інституту Вивчення Ісмаїлізму при Департаменті академічних досліджень і публікацій. Він здобув ступінь з міжнародних відносин і політики в Сассексському та Ексетерському університетах, перш ніж здобути докторський ступінь з порівняльного релігієзнавства в Університеті Кента в 1994 році. Пізніше він виступав консультантом Інституту політичних досліджень у Куала-Лумпурі. 
Він працював відповідальним редактором Encyclopaedia Islamica, англійського перекладу та видання Перської Великої Ісламської Енциклопедії (دائرةالمعارف بزرگ اسلامی / Da'irat al-Ma'arif-i Buzurg-i Islami). 13 жовтня 2007 року він також був одним зі 138 підписантів Відкритого листа під назвою «Спільне слово між нами і вами», адресованого «Лідерам християнських церков у всьому світі». У 2009 році Джорджтаунський університет і Королівський центр ісламських стратегічних досліджень Йорданії включили його до списку 500 найвпливовіших мусульман.

## Біографія
Реза Шах-Каземі народився 1 червня 1960 року в Лондоні. Він отримав диплом з відзнакою першого класу з міжнародних відносин за ступінь бакалавра в Сассекському університеті (1979—1984). Згодом він здобув ступінь магістра політики з відзнакою в Університеті Ексетера (1984—1985), після чого здобув ступінь доктора філософії з порівняльного релігієзнавства в Університеті Кента (1989—1994).
У 1994 році він був одним із засновників Ісламського Світового Звіту (Islamic World Report), який з того часу перетворився на видавничу компанію. З 1997 по 1999 рік він працював консультантом Інституту Політичних Досліджень (IKD) у Куала-Лумпурі, Малайзія. У цей період він також обіймав посаду головного редактора серії монографій IKD.
Зараз він обіймає посаду наукового співробітника в Інституті Вивчення Ісмаїлізму в Лондоні, є довіреною особою Matheson Trust, а в минулому брав участь у програмі Всесвітньої служби BBC «Пауза для роздумів».

## Особисте життя
Він був одружений на Сонії Нурін (Гул Хасан) Шах-Каземі, яка померла 24 лютого 2021 року. На момент її смерті подружжя працювало над збіркою під назвою «Дозволити Корану говорити сам за себе».
Провівши рік у Парижі, присвячений вивченню французької мови, він має перське походження та вільно володіє перською мовою.
Він є перенніалістом.

## Нагороди/призи
- Книга року на Walaya (Kitab-i Sal-i Vilayat), нагороджена за Справедливість і пам'ять: представлення духовності імама Алі, листопад 2007 р.
- Міжнародна книжкова премія (Jayazeh-yi Jahani), присуджена за «Справедливість і пам'ять: представлення духовності імама Алі», лютий 2008 р.

### Статті
- Визначення без обмеження: роздуми про пророче використання священного простору
- Згадуючи дух джихаду
- Образ ока та дерева Екхарта: аналогія, яка пояснює «все, про що я коли-небудь проповідував»
- Послання надії об одинадцятій годині: Мартін Лінгс, 1909—2005